# Hans-Klaus Solterbeck

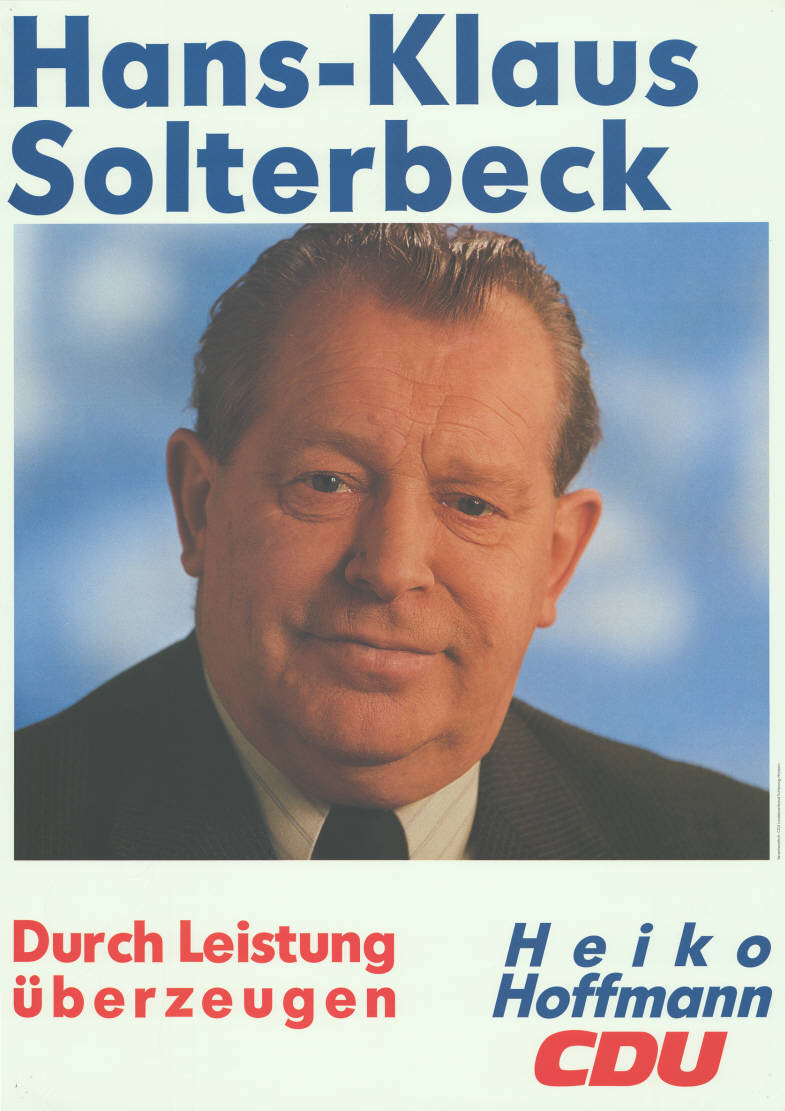
Kandidatenplakat zur Landtagswahl in Schleswig-Holstein 1988

Hans-Klaus Solterbeck (* 9. November 1929 in Bistensee; † 9. November 2010 ebenda) war ein deutscher Politiker (CDU).

## Leben
Nach der Schulzeit und der landwirtschaftlichen Ausbildung begann Solterbeck die Bewirtschaftung des eigenen landwirtschaftlichen Betriebes, die er noch bis 1968 verfolgte.
1959 wurde Solterbeck Vorsitzender eines CDU-Ortsverbandes. Danach war er Kreisvorstandsmitglied der CDU, 1959 Gemeindevertreter und Geschäftsführer des CDU-Kreisverbandes Rendsburg-Eckernförde. 1966 wurde er Bürgermeister der Gemeinde Bistensee, 1970 Amtsvorsteher des Amtes Hütten. Er war Vorsitzender des Gemeindetages Rendsburg-Eckernförde und stellvertretender Vorsitzender des Landesverbandes, von 1966 bis 1990 Mitglied des Kreistages in Eckernförde beziehungsweise Rendsburg-Eckernförde und von 1974 bis 1990 Kreisrat. Von 1983 bis 1987 (direkt gewählt im Landtagswahlkreis Eckernförde) und von 1988 bis 1996 saß Solterbeck im Landtag von Schleswig-Holstein.